# چاله (خرم‌آباد)
چاله روستایی از توابع بخش پاپی شهرستان خرم‌آباد در استان لرستان ایران است.

## جمعیت
این روستا در دهستان گریت قرار دارد و براساس سرشماری مرکز آمار ایران در سال ۱۳۸۵، جمعیت آن ۲۵ نفر (۷خانوار) بوده‌است.